# Hand- und Spanndienste

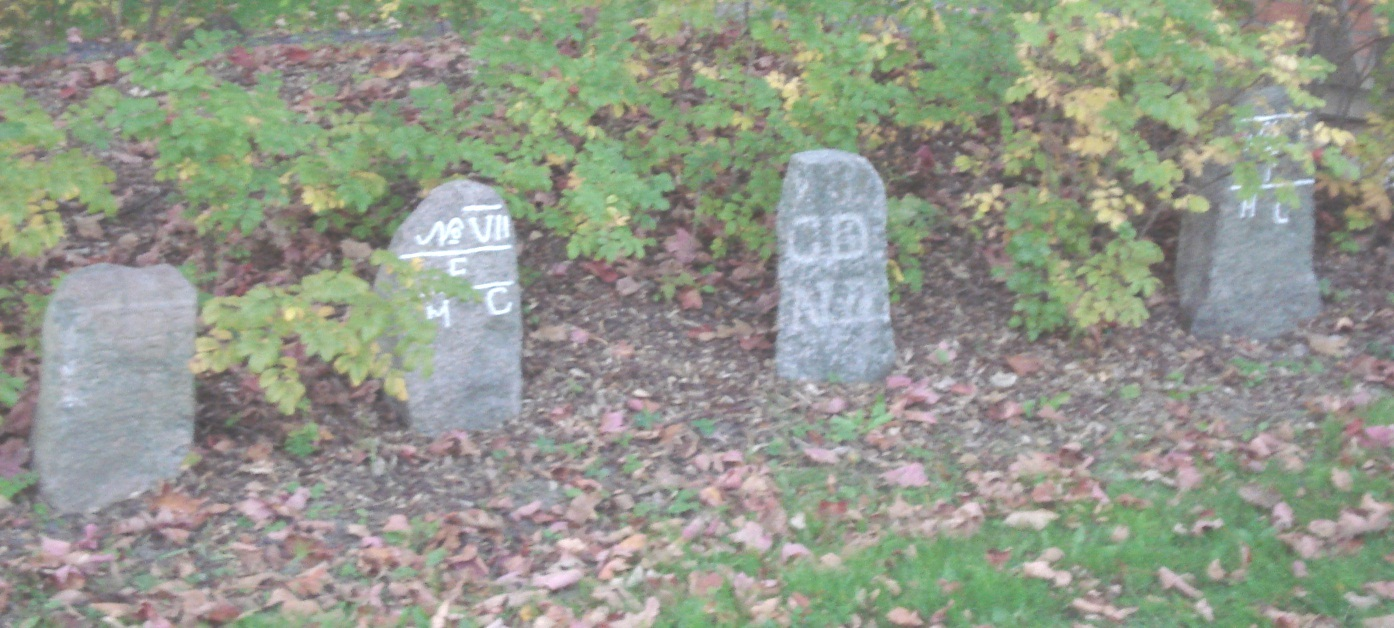
Wegesteine aus Fahren im Kreis Plön, die anzeigten, wer für den Unterhalt eines Weges oder einer Straße verantwortlich war

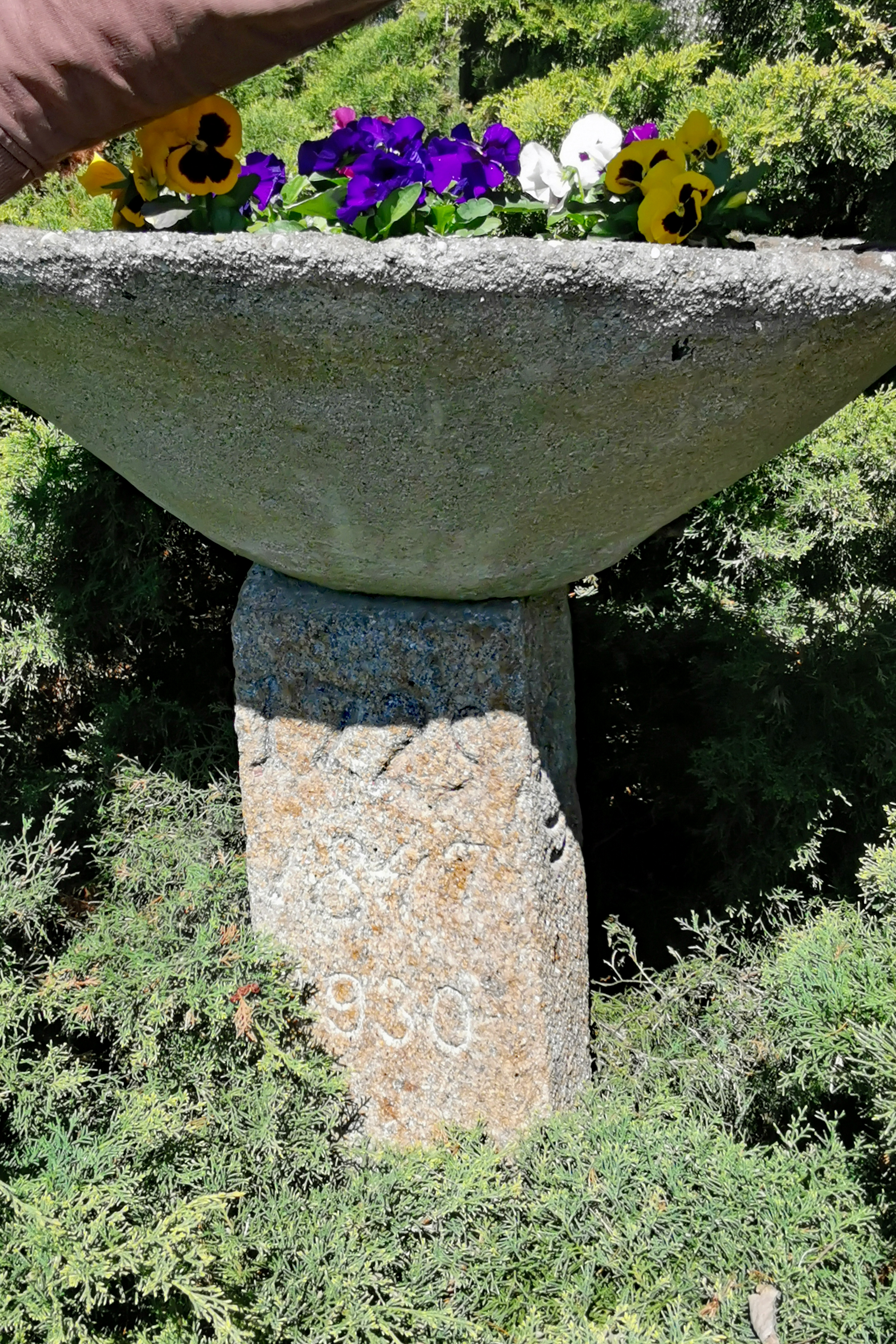
Wegestein in Doberschütz (Malschwitz) mit den Datierungen 1729, 1847, 1930 und den Initialen CS und DS (Blumenschale nicht Bestandteil des Denkmals)

Hand- und Spanndienste, in Österreich auch Hand- und Zugdienste, in der Schweiz corvées communales für gemeinschaftliche Aufgaben, in Deutschland zeitgemäßer auch (verpflichtende) Gemeindedienste genannt, sind Naturaldienste zur Verminderung barer Gemeindeabgaben. Die Dienste verpflichten die Gemeindebürger zu bestimmten körperlichen Arbeiten, die unter dem historischen Begriff Frondienst zusammengefasst werden können. Sie beruhen in Deutschland auf dem Preußischen Kommunalabgabengesetz vom 14. Juli 1893 und in Österreich auf dem jeweiligen Landesrecht und deren Gemeindeordnungen.

## Hand- und Spanndienste als Ausnahme vom Zwangsarbeitsverbot
Hand- und Spanndienste bzw. Gemeindedienste sind vom Verbot der Zwangsarbeit ausgenommen. Durch internationale Übereinkommen sind verpflichtende Leistungen und Arbeiten grundsätzlich verboten, innerhalb definierter Grenzen sind bestimmte Pflichtleistungen von diesem Verbot ausgenommen. Sie bildet beispielsweise einen Ausnahmetatbestand im Übereinkommen über Zwangs- und Pflichtarbeit der Internationalen Arbeitsorganisation (ILO) aus dem Jahr 1930 und in Art. 4 der Europäischen Menschenrechtskonvention.

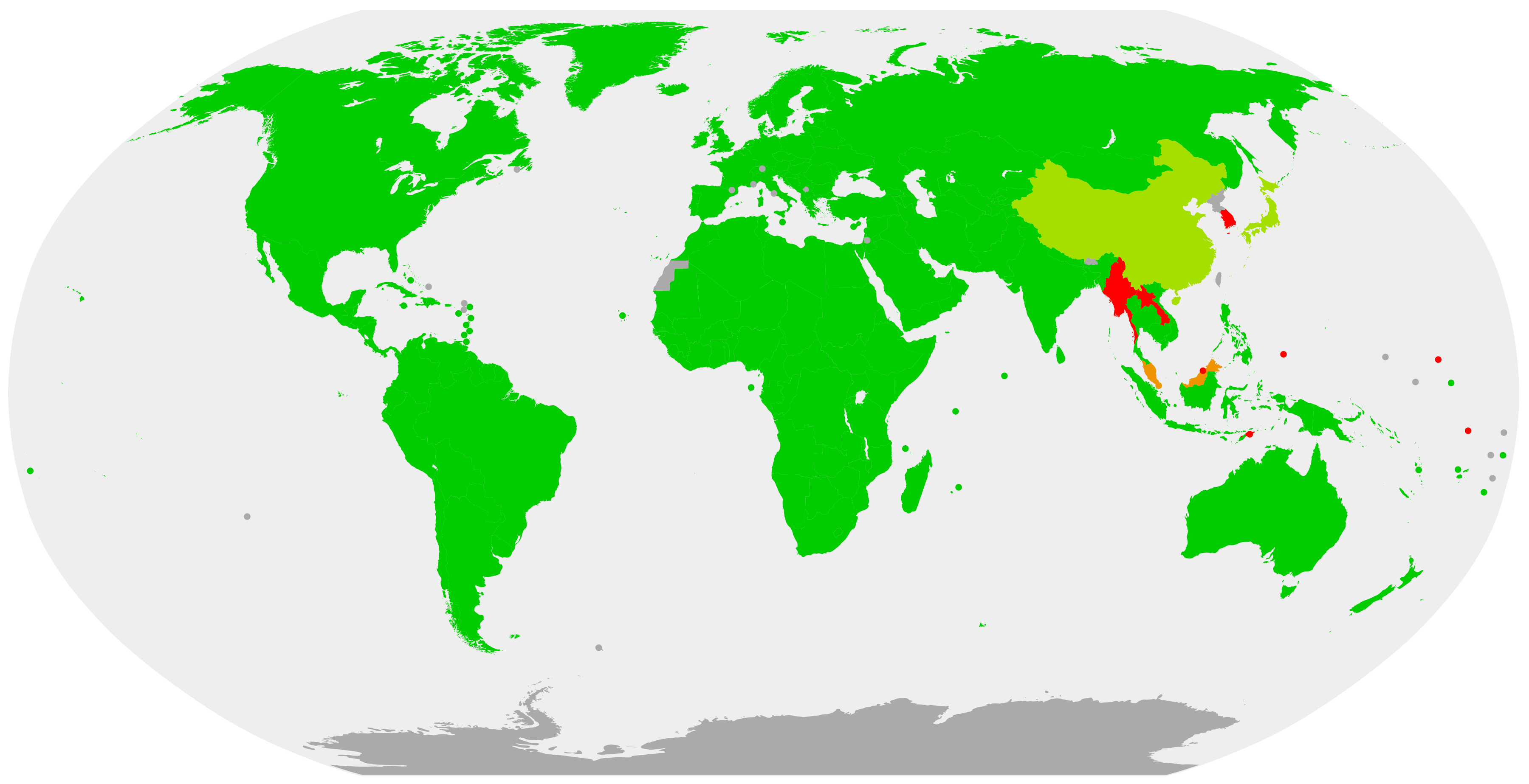
Unterzeichnerstaaten der ILO-Konvention zur Abschaffung der Zwangsarbeit von 1957

## Arten von Naturaldiensten
Es gibt folgende Dienste:
- Handdienste: Der Dienstpflichtige hat mit seiner eigenen Hand Arbeiten zu verrichten.[6]
- Spann-, Zug- oder Gespanndienste (im historischen Kontext von Anspannen der Zugtiere): Der Dienstpflichtige hat ein Gespann oder Fuhrwerk (Zugvieh und Geschirr) zu stellen. Aktuell können hierzu natürliche oder juristische Personen einer Gemeinde mit den Lastfahrzeugen und Zugmaschinen ihrer landwirtschaftlichen oder gewerblichen Betriebe zur Dienstleistung herangezogen werden.[7]
- Schippendienste: Errichtung von Bauwerken, Anlage von Straßen, Wassergräben und Landwehren, Rodungen

Hand- und Spanndienste werden oft im Dienst der Allgemeinheit erledigt. Das kann etwa das Setzen von Feldsteinbrücken auf den Äckern, die Erhaltung von Dämmen oder auch der Bau von Ackerwegen und Landstraßen sein. Die dafür benötigten Materialien (Steine, Holz usw.) stellen meist die Behörden zur Verfügung.

## Hand- und Spanndienste in der Gegenwart

### Deutschland
Auch heute sind Hand- und Spanndienste, geregelt von Bestimmungen im Grundgesetz und durch kommunalrechtliche Vorschriften in Deutschland, möglich. Gemeinden können ihre Einwohner unter gewissen Umständen zu Hand- und Spanndiensten bzw. Gemeindediensten, auch Naturaldienste oder „überkommene Pflichten“ genannt, verpflichten (vgl. z. B. § 10 Abs. 5 GemO-BW oder Art. 24 Abs. 1 Nr. 4 GemO-BY.) Hierbei handelt es sich um öffentliche Dienstleistungspflichten im Sinne von Art. 12 Abs. 2 Grundgesetz, die nicht gegen das Zwangsarbeitsverbot verstoßen. Daher setzt das Grundgesetz strenge Voraussetzungen für die Zulässigkeit von Hand- und Spanndiensten:
- Herkömmlichkeit: die Naturalleistungen sollen die Abgabenleistung der örtlichen Bevölkerung erleichtern
- Allgemeinheit: grundsätzlich ist jeder Gemeindeangehörige verpflichtet, die Gemeindelasten zu tragen
- Gleichheit: Orientierung am „Gerechtigkeitsgedanken“[13]

In den 1950er Jahren waren Hand- und Spanndienste in manchen ländlichen Regionen noch durchaus üblich. Auch heute noch werden Hand- und Spanndienste in wenigen, kleinen Gemeinden ausgeführt, wie zum Beispiel einmal jährlich in der niedersächsischen Gemeinde Winsen (Aller).

### Österreich
Im Bundesland Vorarlberg sind in einigen Gemeinden Hand- und Zugdienste vorgesehen, umgangssprachlich „Tagwerk“ genannt. Falls die verpflichtenden Dienste nicht durchgeführt werden, kann eine Ersatzabgabe eingehoben werden. Diese wird für Bürger fällig, die im dienstfähigen Alter sind und die Dienste nicht leisten wollen oder können. Die Dienstpflicht ist in jeder Gemeinde unterschiedlich geregelt, so ist zum Beispiel in Bürserberg nur eine Person pro Haushalt, der Haushaltsvorstand zum Dienst verpflichtet, während es in Bezau alle männlichen Bürger im Alter von 18 bis 60 Jahren sind. Eine Gemeinde kann mit den vorgesehenen Diensten auch an Dritte also Dienstleistungsunternehmen übertragen und die Ersatzsteuer allen dienstpflichtigen Bürgern auferlegen.
| Gemeinde       | Gemeinde   | Gemeinde      |
| -------------- | ---------- | ------------- |
| Bartholomäberg | Bildstein  | Möggers       |
| Blons          | Bizau      | Reute         |
| Brand          | Buch       | Riefensberg   |
| Bürserberg     | Damüls     | Satteins      |
| Raggal         | Doren      | Schröcken     |
| Silbertal      | Egg        | Schwarzenberg |
| Sonntag        | Eichenberg | Sulzberg      |
| Alberschwende  | Krumbach   | Düns          |
| Andelsbuch     | Langen     | Dünserberg    |
| Bezau          | Langenegg  | Koblach       |

### Schweiz
Das politische System in der Schweiz ist vom sogenannten Milizsystem geprägt, wonach öffentliche Aufgaben nebenberuflich und zum Teil verpflichtend ausgeübt werden (müssen). Dies betrifft gegenwärtig nicht nur die Wehrpflicht in der Schweizer Armee, sondern auch zivile Dienstpflichten auf Gemeindeebene. Die corvées communales, sogenannte (verpflichtende) gemeinschaftliche Aufgaben sind im Kanton Freiburg in einigen Gemeinden an einigen Tagen pro Jahr verpflichtend, wie zum Beispiel in Châtillon oder Auboranges. Verpflichtet sind je nach Gemeindevorschrift entweder Hauseigentümer oder die gesamte erwachsene Bevölkerung. Wer sich nicht beteiligt, muss eine zusätzliche Abgabe leisten.